# Церква Воздвиження Чесного Хреста Господнього (Копичинці)
Церква Воздвиження Чесного Хреста Господнього — парафія і храм греко-католицької громади Копичинецького деканату Бучацької єпархії Української греко-католицької церкви в місті Копичинцях Копичинецької громади Чортківського району Тернопільської области України.
Церква та дзвіниця оголошені пам'ятками архітектури національного значення (охоронні номери 690/1, 690/2).

## Опис

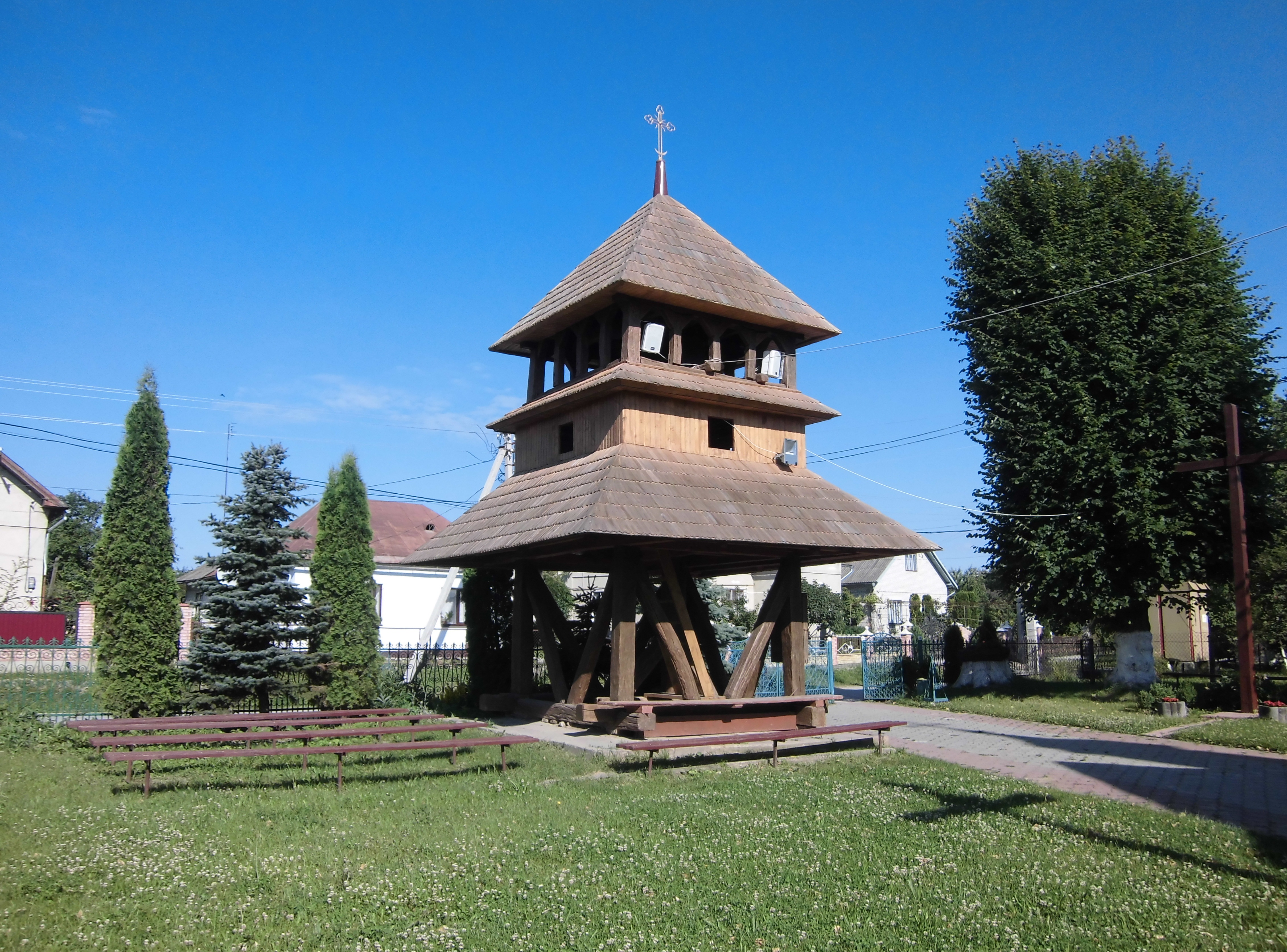
Давня дзвіниця

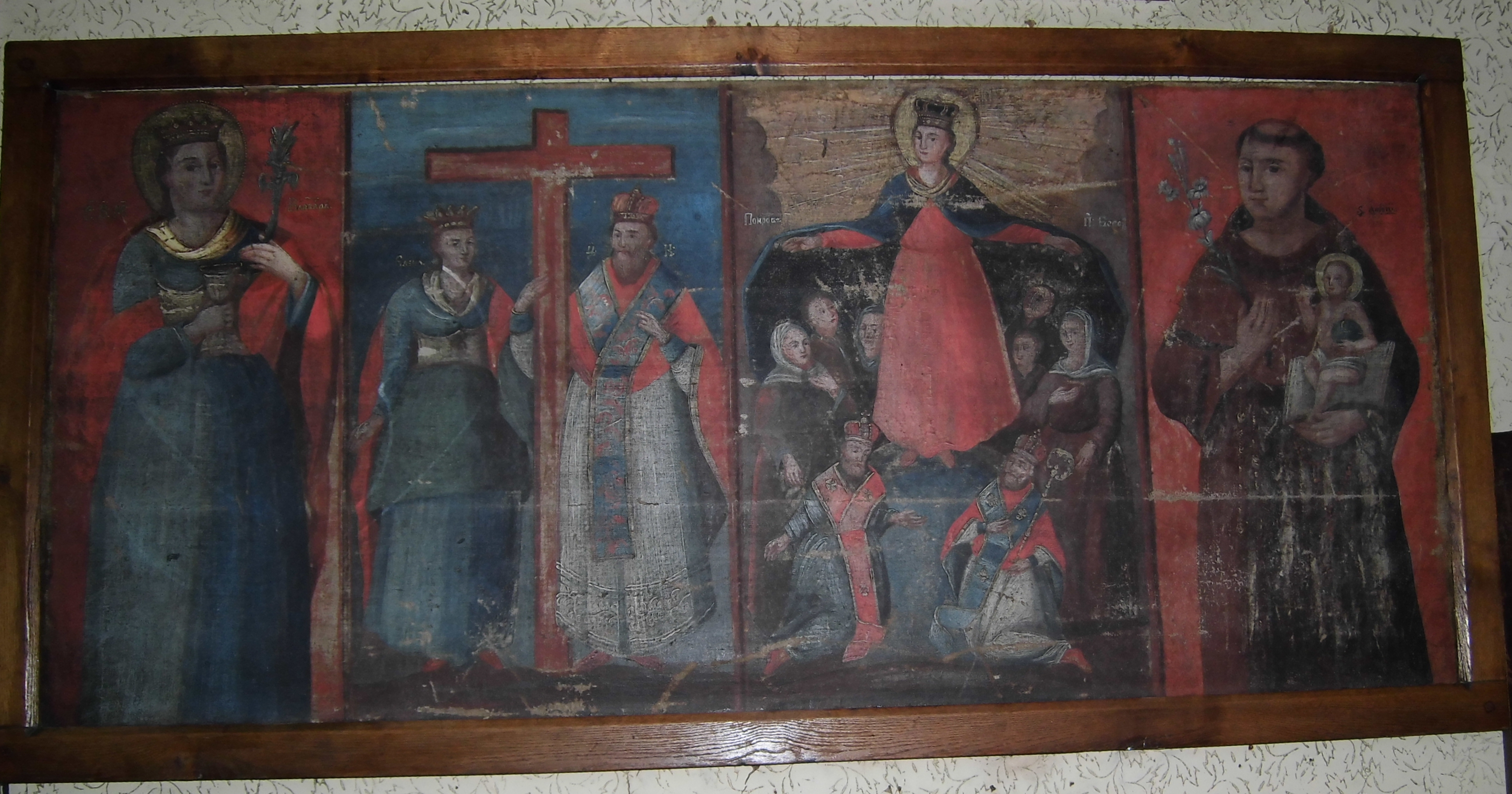
Давня ікона

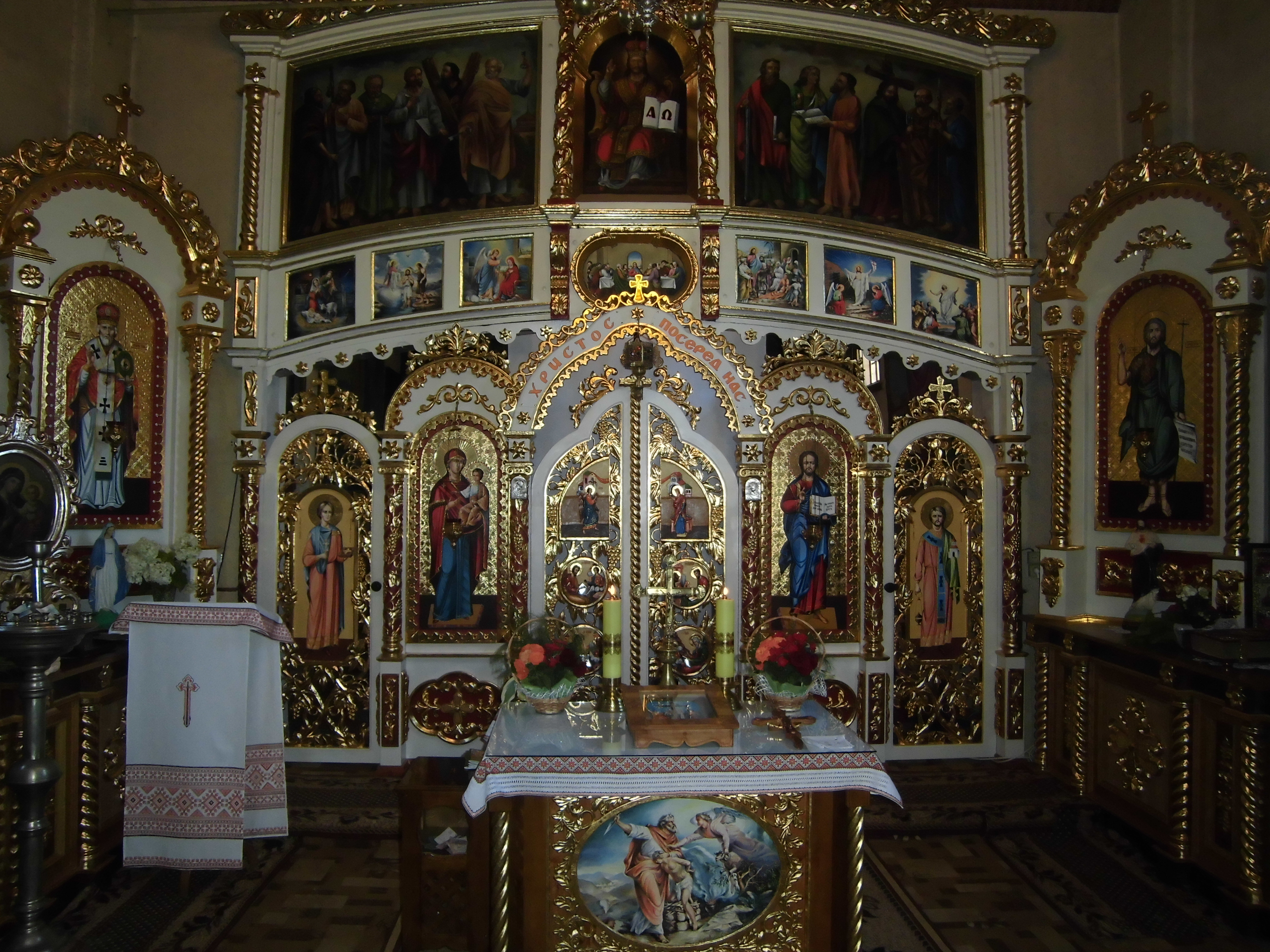
Іконостас

Церква належить до зразків народної архітектури (українське бароко). Поставлена на низькому кам'яному фундаменті, тризубова, одноверха.
У храмі збереглося кілька старовинних ікон XVIII—XIX століть. Є написи на фрагментах давнього іконостасу (Петро Палій). Верхній ярус іконостасу - оригінальний, відреставрований у 2012 році. Нижній ярус виготовлений в теперішній час.
Храм та дзвіниця — пам'ятки архітектури національного значення, охоронні номери 690/1 й 690/2.

## Історія
Парафію засновано у XVII столітті. Храм збудовано у 1630 році (фундатор Мартин Лудецький, який на той час володів частиною копичинецьких земель). До 1700 року парафія і храм належали до Львівської православної єпархії Константинопольського патріархату.
Під час ремонту підлоги в 1860 році було знайдено кам'яну надгробну плиту з написом, а в 1980-их роках знайдено людські кістки. Напевно це були останки козаків, бо біля них лежали шаблі.). Церква залишилася збереженою, не зазнала руйнувань ні від пожежі, ні від природних стихій.
Парафія з початку XVIII століття належала до УГКЦ, за винятком 1946-1989 років, коли парафія і храм належали до Московського патріархату. У 1961 році храм закрила комуністична влада, а парафію зняли з реєстрації, 25 серпня 1989 року парафія було зареєстровано, а 24 вересня того ж року храм відкрито знову у підпорядкуванні Московського патріархату. У 1990 році парафія і храм повернулися в лоно УГКЦ. У жовтні 1991 року зареєстровано статут громади, а в грудні того ж року громаді офіційно передано у власність храм Воздвиження Чесного Хреста Господнього.
У 1991 році парафію візитував єпископ Павло Василик, у 2000 — владика Михаїл Сабрига, у 2012 — владика Димитрій Григорак.
Біля храму є кам'яний хрест Святої Тверезості, встановлений 1901 року, місійний хрест 1937 року і ювілейний хрест на честь хрещення Руси-України (1938). При дорозі до Кутецької церкви стоїть кам'яний хрест, відновлений добровільними пожертвами Кутецької церкви 13 квітня 1930 року.
При парафії діють: Вівтарна та Марійська дружини (2010), спільнота «Матері в молитві» (2011), братство «Апостольство молитви» (2011), біблійний гурток і молитовна група (2013).

### Хрест тверезості

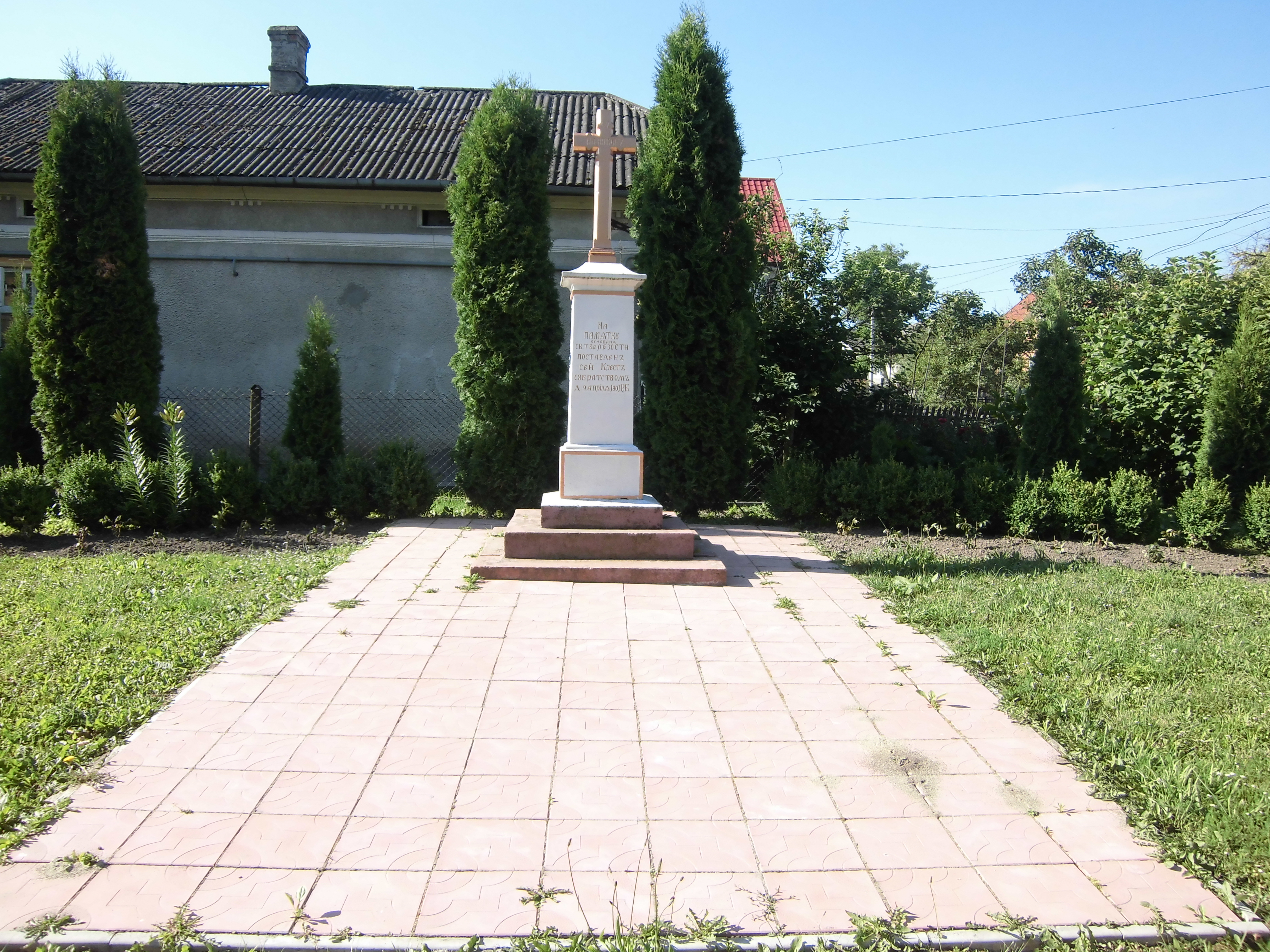
Хрест тверезості

Єдиний у місті пам'ятний Хрест тверезості, поставлений 12 квітня 1901 році (пам'ятка історії), розташований на церковному подвір'ї. Робота самодіяльних майстрів.

## Парохи
| Ім'я                    | Роки      | Віросповідання | Коротка довідка | Світлина |
| ----------------------- | --------- | -------------- | --- | -------- |
| о. Яків Шанковський     |           |                | |          |
| о. Василь Дністрянський |           |                | |          |
| о. Іван Крушельницький  |           |                | |          |
| о. Петро Лоєвський      |           |                | |          |
| о. Миколай Чарнецький   |           |                | |          |
| о. Іван Стрільбицький   |           |                | |          |
| о. Володимир Чировський |           |                | |          |
| о. Петро Монастирський  |           |                | |          |
| о. Григорій Страхоцький |           |                | |          |
| о. Віктор Чомкевич      |           |                | |          |
| о. Антоній Туркевич     |           |                | |          |
| о. Віктор Чаплинський   |           |                | |          |
| о. Миколай Темницький   |           |                | |          |
| о. Омелян Росткович     |           |                | |          |
| о. Миколай Січинський   |           |                | |          |
| о. Петро Шанковський    |           |                | |          |
| о. Іван Винницький      |           |                | |          |
| о. Теодор Чорний        |           |                | |          |
| о. Іполит Баб'як        |           |                | |          |
| о. Микола Струмінський  |           |                | |          |
| о. Йосиф Вигнанський    |           |                | |          |
| о. Анатоль Малиновський |           |                | |          |
| о. Стефан Оробець       |           |                | |          |
| о. Ілля Лабій           |           |                | |          |
| о. Михайло Чорняк       |           |                | |          |
| о. Стефан Король        |           |                | |          |
| о. Михайло Рокіцький    |           |                | |          |
| о. Володимир Рожевський |           |                | |          |
| о. Мар'ян Рогошевський  |           |                | |          |
| о. Павло Куманяк        |           |                | |          |
| о. Василь Галяс         |           |                | |          |
| о. Іван Гура            | 1989—1992 | греко-католик  | |          |
| о. Василь Погорецький   | 1992—2010 | греко-католик  | |          |
| о. д-р Руслан Корнят    | від 2010  | греко-католик  | Народився 26 квітня 1977 року в селі Ємелівці Чортківського району Тернопільської области. Доктор богослов'я (2010), член Українського Богословського Наукового Товариства. Закінчив Копичинецьку загальноосвітню школу № 1, Тернопільську вищу духовну семінарію ім. Патріарха Йосифа Сліпого (2003), Люблінський католицький університет (2003, маґістр). Адміністратор храму Зіслання Святого Духа с. Вигода і Воздвиження Чесного Хреста м. Копичинці Бучацької єпархії УГКЦ. |          |